# Satellitenfrequenzen
Als Satellitenfrequenzen bezeichnet man Frequenzen elektromagnetischer Wellen, die zur Übertragung von Fernseh- und Rundfunkprogrammen über Satelliten genutzt werden (siehe auch Satellitenrundfunk).
Die Empfangskanäle der Satellitenfrequenzen liegen bei europäischen Fernsehsatelliten im sogenannten Ku-Band 10,7–12,75 GHz, das sich aus folgenden Frequenzspektren zusammensetzt:
- FSS 10,7–11,7 GHz
- BSS 11,7–12,5 GHz
- SMS 12,5–12,75 GHz

Die Sendefrequenzen (von der Erde zum Satelliten) sind ebenfalls auf den Seiten der einzelnen Unterbereiche des Ku-Bandes angegeben.
In Europa wird die Sendeleistung überwiegend von den Fernsehsatelliten Astra und Eutelsat übernommen. Einzig für den Empfang türkischer Fernsehprogramme wird der Fernsehsatellit Türksat verwendet, welcher mittels eines besonderen Transponders sowohl in Europa als auch Asien eingesetzt werden kann.